# Štefanová (Wielka Fatra)
Štefanová (1300 m) – szczyt Wielkiej Fatry w Karpatach Zachodnich na Słowacji. Położony jest w długim i krętym grzbiecie, którego niepozorny zwornik znajduje się w grzbiecie łączącym szczyty Ploská i Borišov, bliżej tego ostatniego. Grzbiet ten biegnie w kierunku północnym, tworząc lewe zbocza długiej Lubochniańskiej doliny (Ľubochnianska dolina). Kolejno, poczynając od Borišova znajdują się w nim szczyty: Šoproň, Javorina, Štefanova i Malý Lysec, na którym grzbiet rozgałęzia się.
Štefanovą całkowicie porasta las. Stoki wschodnie opadają do dolinki Vyšná Štefanová (lewe odgałęzienie  Lubochniańskiej doliny), zachodnie tworzą krótki grzbiet opadający do Beliańskiej doliny (Belianska dolina). Grzbiet ten oddziela dolinki dwóch potoków; po północnej stronie jest to potok Šindeľná.
Štefanová znajduje się w obrębie Parku Narodowego Mała Fatra. Na jej północno-zachodnich zboczach utworzono leśny rezerwat przyrody Madačov. Przez szczyt Štefanovej biegnie szlak turystyczny – Magistrala Wielkofatrzańska (Veľkofatranská Magistrála).

## Szlaki turystyczne
odcinek Magistrali Wielkofatrzańskiej: Ľubochňa – Kopa – Tlstý diel – Ľubochianske sedlo – Vyšne Rudno – sedlo Príslop – Chládkové – Kľak – Vyšná Lipová – Jarabina – Malý Lysec – Štefanová – Javorina – Šoproň – Chata pod Borišovom. Suma podejść 2140 m, odległość 24,1 km, czas przejścia 8,40 h, ↓ 8 h.

## Przypisy

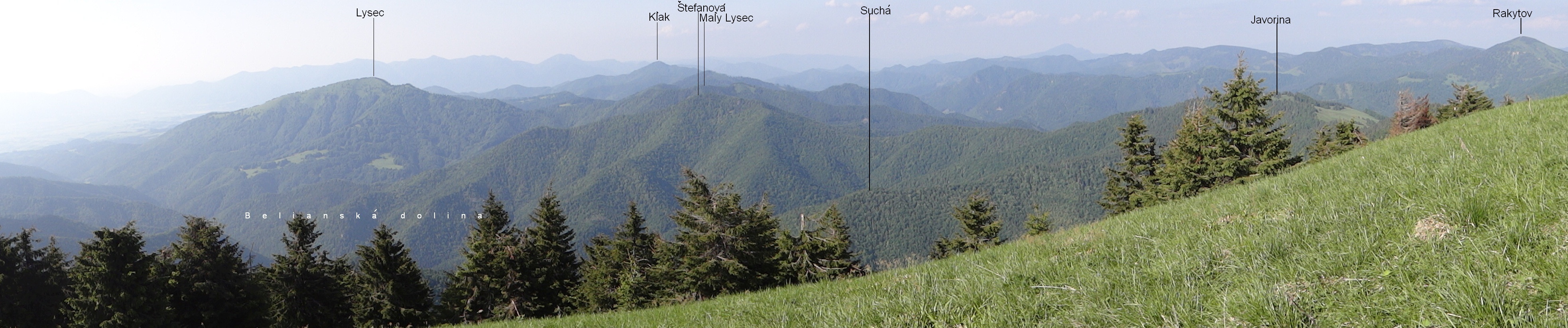
Widok ze szczytu Borišova